# Karamanica
Karamanica (Servisch cyrillisch Караманица) is een plaats in de Servische gemeente Bosilegrad. De plaats telt 83 inwoners (2002).